# Miroslava Němcová

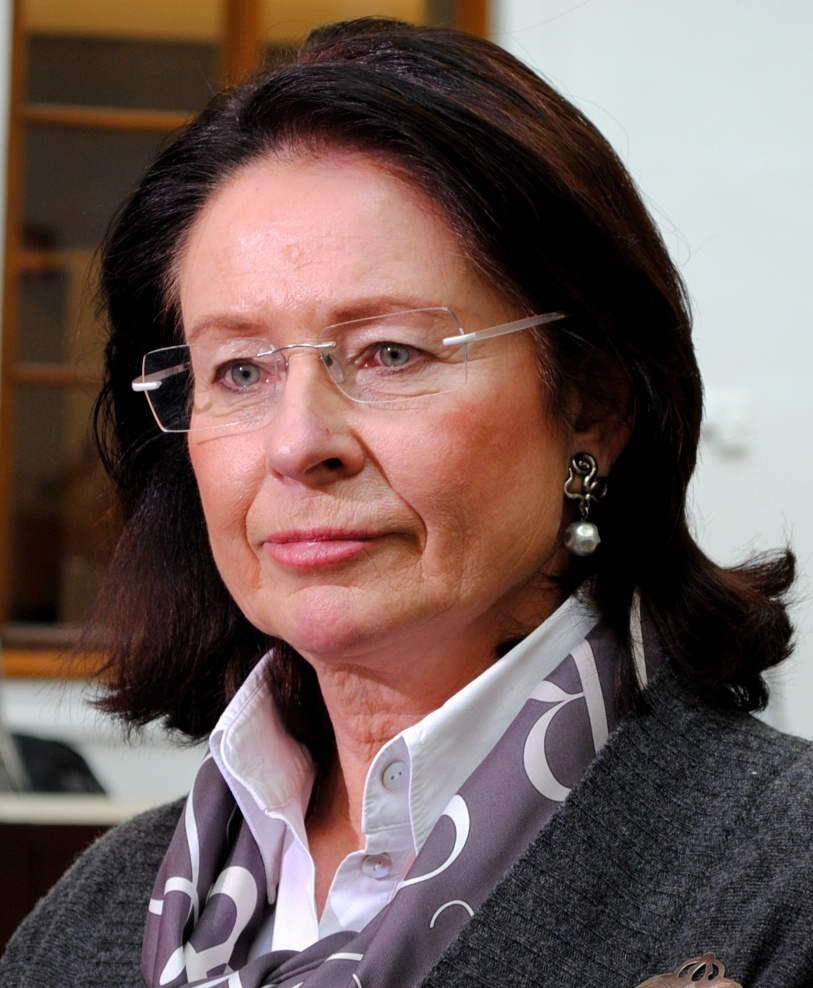
Miroslava Němcová, 2015

Miroslava Němcová (* 17. November 1952 in Nové Město na Moravě) ist eine tschechische Politikerin der Partei ODS. Němcová war 2010–2013 als erste Frau in diesem Amt Präsidentin des Abgeordnetenhauses, des tschechischen Parlamentes.

## Leben
Nach der Ausbildung arbeitete sie von 1972 bis 1992 als Fachreferentin beim Tschechischen statistischen Amt. Danach eröffnete sie eine Buchhandlung in Žďár nad Sázavou, wo sie bis heute lebt.
Němcová trat 1992 in die ODS ein und wurde 1994 in das Stadtparlament von Žďár nad Sázavou gewählt. 1996 kandidierte sie erfolglos für ein Mandat im Senat, der zweiten tschechischen Parlamentskammer. Seit den Wahlen 1998 ist sie jedoch Mitglied in der Abgeordnetenkammer, wo sie zur stellvertretenden Fraktionsvorsitzenden der ODS gewählt wurde. Nach den Wahlen 2002 war sie zudem Vizepräsidentin der Abgeordnetenkammer. Nach der Wahl zum Abgeordnetenhaus 2006, die in einem parlamentarischen Patt zwischen dem linken und dem rechten Lager endete, scheiterte ihre von der ODS vorgeschlagene Wahl zur Präsidentin der Kammer. Sie wurde später allerdings zur Ersten Vizepräsidentin gewählt. Němcová war von 2002 bis 2006 – und ist seit dem 20. Juni 2010 erneut – stellvertretende Parteivorsitzende der ODS. 2010 bis 2012 amtierte sie als Erste stellvertretende Vorsitzende. Nach dem Rücktritt des amtierenden Präsidenten der Abgeordnetenkammer Miloslav Vlček im April 2010 amtierte sie bereits wenige Wochen kommissarisch als Präsidentin der Abgeordnetenkammer.
Nach der Abgeordnetenhauswahl 2010 wurde Němcová schließlich zur Präsidentin der Abgeordnetenkammer gewählt, in welcher die ODS hinter der sozialdemokratischen ČSSD nunmehr nur die zweitstärkste Fraktion stellt. Sie setzte sich jedoch mit allen 118 zu 79 Stimmen der damaligen Mitte-rechts-Koalition gegen den sozialdemokratischen Kandidaten und ehemaligen Vorsitzenden der Abgeordnetenkammer (2002–2006) Lubomír Zaorálek durch. Die in Meinungsumfragen stets relativ beliebte Miroslava Němcová galt lange als mögliche Kandidatin der ODS für die Präsidentenwahl 2013, verzichtete aber auf eine Kandidatur.
Am 19. Juni 2013 wurde Miroslava Němcová von der Parteiführung der ODS für die Nachfolge des am 17. Juni wegen einer Korruptions- und Abhöraffäre zurückgetretenen Ministerpräsidenten Petr Nečas nominiert. Staatspräsident Zeman überging jedoch Němcová bei der Regierungsbildung und ernannte stattdessen am 25. Juni 2013 Jiří Rusnok als neuen Premier und beauftragte ihn, eine "Expertenregierung" zu bilden. Da die von Rusnok gebildete Expertenregierung im Abgeordnetenhaus keine Mehrheit fand, sich aber auch keine Mehrheit für eine Regierung Němcová abzeichnete, kam es zur vorgezogenen Neuwahlen. Němcová trat hierbei als Spitzenkandidatin der ODS an. Němcová konnte jedoch den im Laufe der Legislaturperiode eingetretenen Popularitätsverlust der ODS nicht aufhalten: Die Partei erhielt lediglich 7,72 % der Stimmen (- 12,5 %).
Bei der Konstituierung der neugewählten Abgeordnetenkammer am 27. November 2013 wurde Němcová für die Funktion als eine der vier Vizevorsitzenden der Abgeordnetenkammer vorgeschlagen. Sie erhielt in direkter Abstimmung gegen Miroslav Kalousek (TOP 09) und Tomio Okamura (Ùsvit) jedoch die wenigsten Stimmen und gehört daher dem Parlamentspräsidium nicht mehr an.
Němcová kandidierte beim Parteitag der ODS im Januar 2014 als Vorsitzende. Neuer Vorsitzender wurde jedoch Ex-Bildungsminister Petr Fiala. Němcová ist nicht mehr Teil der engeren ODS-Führung.
Sie kandidierte zu den tschechischen Senatswahlen 2020 im Senatswahlkreis 27/Prag 1 als Kandidatin der ODS (unterstützt von TOP 09, STAN und LES). Dieser Wahlkreis wurde zuvor von Václav Hampl (Kandidat der KDU-ČSL mit Unterstützung der Grünen) gehalten. Mit 48,56 % im ersten Wahlgang und 63,96 % der Stimmen im zweiten Wahlgang konnte sich Němcová bei den Wahlen gegen Hampl und weitere Kandidaten durchsetzen. Damit schied sie am 10. Oktober 2020 nach 22 Jahren als Abgeordnete aus dem tschechischen Unterhaus aus und gehört seitdem dem Oberhaus an.
Němcová ist verheiratet und hat einen Sohn. Sie spricht neben tschechisch auch italienisch, deutsch und englisch.